# Takia
Pour l’article ayant un titre homophone, voir Taqiya.
Le takia est une des langues ngero-vitiaz parlée par 40 000 locuteurs dans la province de Madang, la moitié sud de l'île Karkar, Bagabag et les villages côtiers de Megiar et Serang. Il comporte deux dialectes, le megiar et le serang. Tous, sauf les femmes âgées, emploient le tok pisin ou l'anglais.